# آلان ج. ديكسون
آلان ج. ديكسون (بالإنجليزية: Alan J. Dixon) (و. 1927 – 2014 م) هو سياسي، محام، كاتب من الولايات المتحدة الأمريكية ولد في بلفيل.
تولى منصب عضو مجلس الشيوخ الأمريكي .

## التعليم
تعلم في جامعة إلينوي في إربانا-شامبين.